# Винди Хилс (Кентаки)
Винди Хилс (енгл. Windy Hills) град је у америчкој савезној држави Кентаки.

## Демографија
По попису из 2010. године број становника је 2.385, што је 95 (-3,8%) становника мање него 2000. године.
| Група             | 2000.         | 2010.         |
| Белци             | 2.383 (96,1%) | 2.242 (94,0%) |
| Афроамериканци    | 53 (2,1%)     | 67 (2,8%)     |
| Азијати           | 20 (0,8%)     | 35 (1,5%)     |
| Хиспаноамериканци | 13 (0,5%)     | 22 (0,9%)     |
| Укупно            | 2.480         | 2.385         |